# Maraton w Łodzi

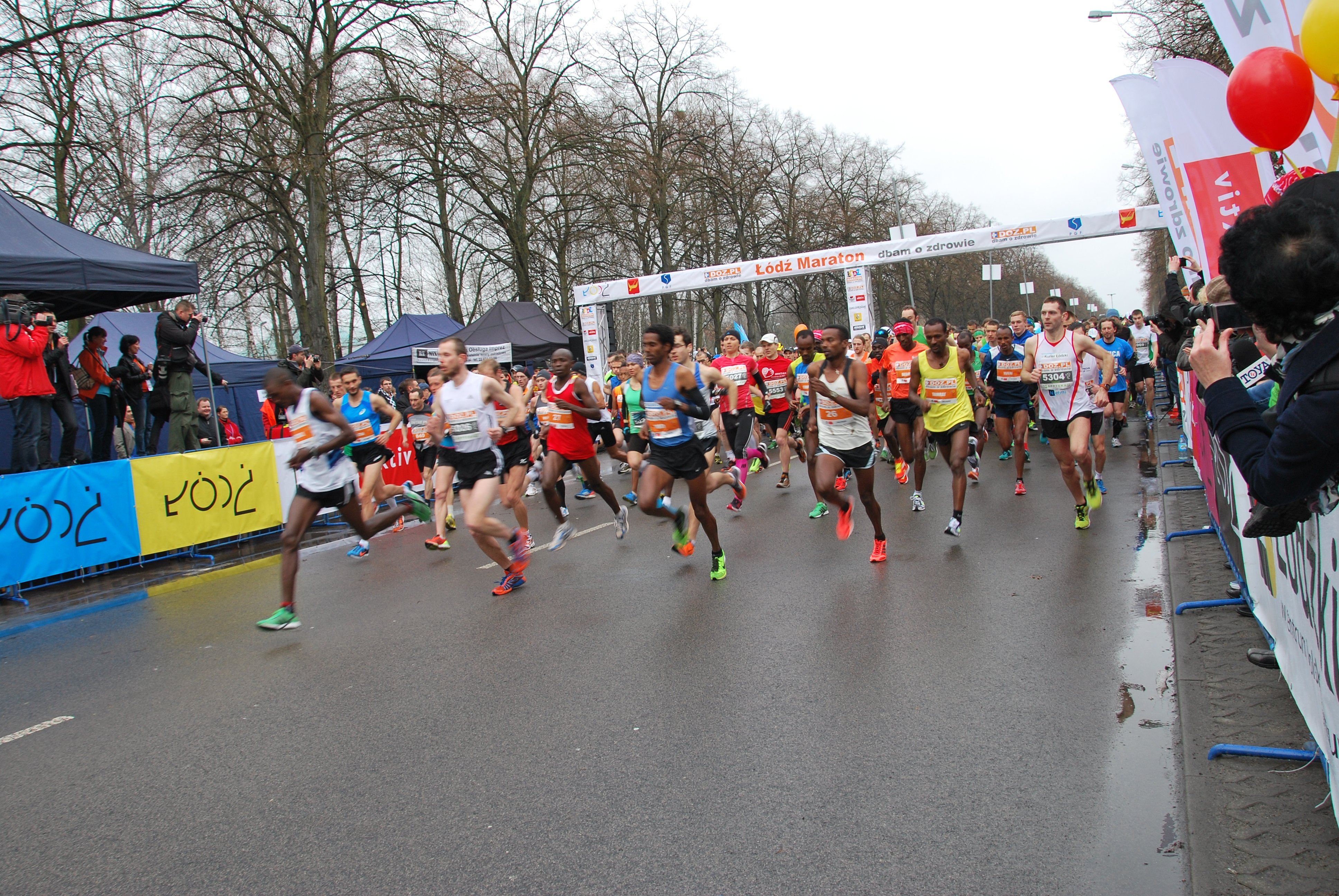
Start maratonu w 2013 roku

Maraton w Łodzi – uliczna impreza biegowa rozgrywana na tradycyjnym dystansie 42,195 km w Łodzi. Pierwsza edycja odbyła się 23 maja 2004 roku. Obecnie organizatorem „Łódź Maratonu” jest Stowarzyszenie „Maraton Dbam o Zdrowie” oraz Urząd Miasta Łodzi. Wykonawcą jest firma Sport Evolution, a honorowym patronem imprezy jest Prezydent miasta Łodzi. Trasa maratonu posiada atest PZLA i IAAF.

## Historia
Historia maratonu w Łodzi sięga roku 2004, kiedy to odbył się pierwszy bieg na dystansie 42,195 km. Przez 6 kolejnych lat impreza odbywała się w maju pod nazwą „mBank Łódź Maraton”. Wycofanie się sponsora tytularnego spowodowało, że w roku 2010 bieg się nie odbył.

### 2011
Impreza po rocznej przerwie została reaktywowana 5 czerwca 2011 roku pod nazwą „Łódź Maraton Dbam o Zdrowie”. Sponsor, miasto i organizator postanowili podpisać umowę na wspólną organizację maratonu na kolejnych pięć lat. Biuro zawodów umiejscowiono na terenie Atlas Areny. Dyrektorem łódzkiego maratonu został Michał Drelich, wcześniej wieloletni współorganizator Maratonu Warszawskiego. W wywiadzie, którego udzielił w dniu 12 kwietnia 2012 roku, podkreślił, że łódzki maraton pod względem organizacyjnym, ma szybko dołączyć do największych imprez tego typu w Polsce. Powiedział:

Jest rzeczą oczywistą, że musimy zaoferować biegaczom więcej niż nasza konkurencja. Dlatego w Łodzi duży nacisk kładziemy na oprawę maratonu, marketing, public i media relations. Chcemy też, by obsługa zawodnika była na najwyższym poziomie. Mamy do dyspozycji świetny obiekt – Atlas Arenę z widownią na ponad 10 tysięcy osób i zapleczem sanitarnym, jakiego wielu mogłoby nam pozazdrościć. (...) Biegaczy chcemy przyciągnąć jakością usług, atrakcyjną i szybką trasą oraz metą w Atlas Arenie. Wzorujemy się na maratonie londyńskim. Chcemy, by Łódź Maraton Dbam o Zdrowie był biegiem masowym i charytatywnym. Konsekwentnie będziemy promować program Biegam – Pomagam i zachęcać biegaczy do zbierania pieniędzy na wybrany cel społeczny.

Na starcie reaktywowanej łódzkiej imprezy pojawiło się w czerwcu 2011 roku ponad tysiąc uczestników. Część z nich startowała na dystansie 10 km. Główne zawody – czyli maraton – ukończyło 494 zawodników. Mimo że start nastąpił w godzinach porannych, upalne letnie słońce utrudniało rywalizację. Granicę trzech godzin udało się złamać tylko piętnastu maratończykom, w tym czterem kobietom... I to finisz pań dostarczył kibicom największych emocji. Po raz pierwszy meta maratonu znajdowała się w łódzkiej Atlas Arenie. Pierwsza do hali wbiegła Polka – Agnieszka Janasiak z Poznania. Jednak bolesne skurcze nóg sprawiły, że dwukrotnie upadła. Wykorzystała to Białorusinka – Maryna Damantsevich, która na ostatnich metrach dogoniła Polkę i razem z nią przekroczyła linię mety. W geście triumfu ręce do góry uniosła Janasiak, jednak po obejrzeniu fotokomórki okazało się, że wygrała Damantsevich – o zaledwie o 0,3 sekundy. Wśród mężczyzn było spokojniej, w ciężkich warunkach najlepiej poradził sobie Sammy Limo z Kenii, osiągając wynik 2:16:39. Drugi był Tanzańczyk Joseph Daudi – 2:21:21.
Relacje z imprezy pokazywała na żywo w kilku kanałach Telewizja Polska. Wyemitowano też 26-minutowy reportaż na antenie TVP Sport.

### 2012

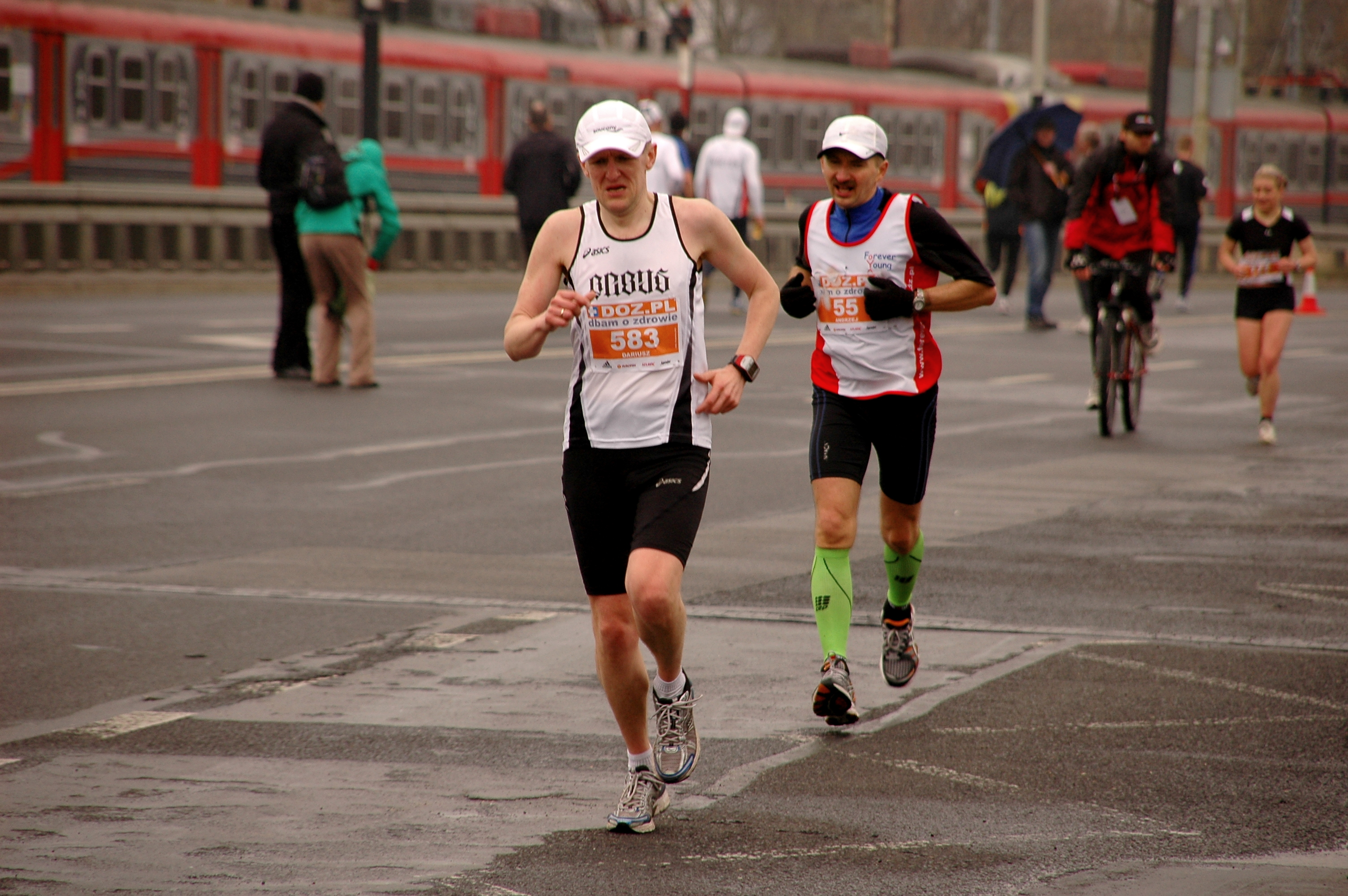
Bieg maratoński w Łodzi – 15.04.2012

W roku 2012 maraton po raz pierwszy zorganizowano w kwietniu. Wzięto pod uwagę warunki pogodowe, które o tej porze roku są bardziej korzystne do biegania – nie występują upały, które tak doskwierały zawodnikom rok wcześniej.
Start do ósmego już Łódź Maratonu usytuowano przy al. Unii Lubelskiej, na wysokości Aquaparku Fala. Metę natomiast w Atlas Arenie, przy al. Bandurskiego. Na starcie pojawiło się ponad 2200 uczestników z 21 krajów. Część z nich startowała na dystansie 10 km. Pozostali zmierzyli się z dystansem 42,195 km. Jedną z gwiazd uczestniczących w imprezie był William Kiplagat, który wcześniej wielokrotnie stawał na podium maratonów, m.in. w Amsterdamie, Rotterdamie, Berlinie, Frankfurcie, Seulu czy Pradze.
Zwycięzcą maratonu wśród mężczyzn został Tola Bane (Etiopia) – 2:11:29. Wśród kobiet triumfowała Agnieszka Gortel-Maciuk – 2:36:02. Zwycięzcy odebrali w nagrodę Fordy Ka, a ich nazwiska zostaną wmurowane w ulicę Piotrkowską w postaci 2 osobnych kostek, stając się częścią „Pomnika Łodzian Przełomu Tysiącleci”. Zawody na dystansie maratońskim ukończyło 1010 zawodników i zawodniczek.
„Łódź Maraton dbam o zdrowie” ponownie pokazała na żywo Telewizja Polska. Relacje z imprezy można było zobaczyć w czterech kanałach. Wyemitowano też 21-minutowy reportaż na antenie TVP Sport.

### 2013
14 kwietnia 2013 roku odbył się dziewiąty bieg maratoński Dbam o zdrowie oraz kilka biegów krótszych. Start, podobnie jak w poprzedniej edycji, usytuowano przy al. Unii Lubelskiej, na wysokości Aquaparku Fala, metę zaś w Atlas Arenie.
W sumie w imprezie wzięło udział 3848 biegaczy z 24 krajów (oprócz Polaków najwięcej zgłosiło się Etiopczyków – 12). Do biegu głównego, na dystansie 42 km 195 m, zgłosiło się 1616 zawodników i zawodniczek, do biegu na 10 km – 1991 uczestników.
Zwycięzcą maratonu został Etiopczyk Belachew Ameta w rekordowym czasie 2:10:02. Wśród kobiet zwyciężyła Polka Karolina Jarzyńska z najlepszym czasem wśród kobiet osiągniętym na ziemiach polskich: 2:26:45. Zawody ukończyło 1016 zawodników. Bieg na 10 km wygrał Artur Kozłowski w czasie 31:08. Zawody ukończyło 1609 osób.

### 2024
W 2024 roku w ramach maratonu zorganizowano Mistrzostwa Polski w maratonie

## Trasa

### 2011
Brak danych

### 2012[13]
Start: al. Unii Lubelskiej, przy Aquaparku Fala
następnie ulice: Bandurskiego ⇒ Krzemieniecka ⇒ Krakowska ⇒ Siewna ⇒ Borowa ⇒ Solec ⇒ Srebrzyńska ⇒ Unii Lubelskiej ⇒ Mickiewicza ⇒ Żeromskiego ⇒ Politechniki ⇒ Wróblewskiego ⇒ Wólczańska ⇒ Sieradzka ⇒ Piotrkowska ⇒ Radwańska ⇒ Żeromskiego ⇒ Mickiewicza ⇒ Kościuszki ⇒ Struga ⇒ Piotrkowska ⇒ Plac Wolności ⇒ Północna ⇒ Sterlinga ⇒ Jaracza ⇒ Plac Dąbrowskiego ⇒ Jaracza ⇒ POW ⇒ Narutowicza ⇒ Sienkiewicza ⇒ Piłsudskiego ⇒ Mickiewicza ⇒ Bandurskiego ⇒ Krzemieniecka ⇒ Krakowska ⇒ Siewna ⇒ Borowa ⇒ Solec ⇒ Srebrzyńska ⇒ Unii Lubelskiej ⇒ Maratońska ⇒ do ul. Popiełuszki i nawrót ⇒ Maratońska ⇒ Bandurskiego
Meta: w Atlas Arenie, przy al. Bandurskiego

### 2013[14]
Start: al. Unii Lubelskiej, przy Aquaparku Fala
następnie ulice: Bandurskiego ⇒ Krzemieniecka ⇒ Krakowska ⇒ Siewna ⇒ Borowa ⇒ Solec ⇒ Srebrzyńska ⇒ Unii Lubelskiej ⇒ Bandurskiego ⇒ Mickiewicza ⇒ Kościuszki ⇒ Zachodnia ⇒ Ogrodowa ⇒ Nowomiejska ⇒ Podrzeczna ⇒ Wolborska ⇒ Smugowa ⇒ Źródłowa ⇒ Wierzbowa ⇒ Północna ⇒ Nowomiejska ⇒ Plac Wolności ⇒ Pomorska ⇒ Wschodnia ⇒ Rewolucji 1905 roku ⇒ Uniwersytecka ⇒ Jaracza ⇒ Pl. Dąbrowskiego ⇒ Sterlinga ⇒ Jaracza ⇒ POW ⇒ Narutowicza ⇒ Sienkiewicza ⇒ Al. Piłsudskiego ⇒ Mickiewicza ⇒ Bandurskiego ⇒ Krzemieniecka ⇒ Krakowska ⇒ Siewna ⇒ Wieczność ⇒ Srebrzyńska ⇒ Unii Lubelskiej ⇒ Maratońska ⇒ Unii Lubelskiej ⇒ Konstantynowska ⇒ Krzemieniecka ⇒ Bandurskiego
Meta: w Atlas Arenie, przy al. Bandurskiego

### 2014
Brak danych

### 2015
Brak danych

### 2016
Brak danych

### 2017[15]
Start: al. Bandurskiego, przy Atlas Arenie
Następnie Ulice: Mickiewicza ⇒ Kościuszki ⇒ Zachodnia ⇒ Ogrodowa ⇒ Nowomiejska ⇒ Podrzeczna ⇒ Wolborska ⇒ Smugowa ⇒ Źródłowa ⇒ Północna ⇒ Nowomiejska ⇒ Plac Wolności ⇒ Piotrkowska ⇒ Tuwima ⇒ Targowa ⇒ Tuwima ⇒ Przędzalniana ⇒ Nawrot ⇒ Piotrkowska ⇒ Piłsudskiego ⇒ Przędzalniana ⇒ Tymienieckiego ⇒ Sienkiewicza ⇒ Brzeźna ⇒ Radwańska ⇒ Wólczańska ⇒ Radwańska ⇒ Politechniki ⇒ Obywatelska ⇒ Piasta ⇒ Felsztyńskiego ⇒ Braterska ⇒ Wieniawskiego ⇒ Obywatelska ⇒ Waltera-Janke ⇒ Wyszyńskiego ⇒ Popiełuszki ⇒ Wyszyńskiego ⇒ Bandurskiego ⇒ Krzemieniecka ⇒ Krakowska ⇒ Biegunowa ⇒ Srebrzyńska ⇒ Unii Lubelskiej ⇒ Konstantynowska ⇒ Krzemieniecka ⇒ Bandurskiego ⇒ Parking Atlas Areny
Meta: w Atlas Arenie, przy al. Bandurskiego

### 2018[16]

#### Maraton
Start: al. Bandurskiego, przy Atlas Arenie
Następnie Ulice: Mickiewicza ⇒ Kościuszki ⇒ Zachodnia ⇒ Ogrodowa ⇒ Nowomiejska ⇒ Podrzeczna ⇒ Wolborska ⇒ Smugowa ⇒ Źródłowa ⇒ Północna ⇒ Nowomiejska ⇒ Plac Wolności ⇒ Piotrkowska ⇒ Tuwima ⇒ Targowa ⇒ Nawrot ⇒ Piotrkowska ⇒ Piłsudskiego ⇒ Przędzalniana ⇒ Tymienieckiego ⇒ Sienkiewicza ⇒ Brzeźna ⇒ Radwańska ⇒ Wólczańska ⇒ Skorupki ⇒ Stefanowskiego ⇒ Radwańska ⇒ Politechniki ⇒ Obywatelska ⇒ Piasta ⇒ Felsztyńskiego ⇒ Braterska ⇒ Wieniawskiego ⇒ Obywatelska ⇒ Waltera-Janke ⇒ Wyszyńskiego ⇒ Popiełuszki ⇒ Wyszyńskiego ⇒ Bandurskiego ⇒ Krzemieniecka ⇒ Krakowska ⇒ Biegunowa ⇒ Srebrzyńska ⇒ Unii Lubelskiej ⇒ Konstantynowska ⇒ Krzemieniecka ⇒ Bandurskiego ⇒ Parking Atlas Areny
Meta: w Atlas Arenie, przy al. Bandurskiego

#### Półmaraton
Start: al. Bandurskiego, przy Atlas Arenie
Następnie Ulice: Mickiewicza ⇒ Kościuszki ⇒ Zachodnia ⇒ Ogrodowa ⇒ Nowomiejska ⇒ Podrzeczna ⇒ Wolborska ⇒ Smugowa ⇒ Źródłowa ⇒ Północna ⇒ Nowomiejska ⇒ Plac Wolności ⇒ Piotrkowska ⇒ Tuwima ⇒ Targowa ⇒ Nawrot ⇒ Piotrkowska ⇒ Piłsudskiego ⇒ Przędzalniana ⇒ Tymienieckiego ⇒ Sienkiewicza ⇒ Brzeźna ⇒ Radwańska ⇒ Żeromskiego ⇒ Mickiewicza ⇒ Bandurskiego ⇒ Parking Atlas Areny
Meta: w Atlas Arenie, przy al. Bandurskiego

### 2019[17]
Start: al. Bandurskiego, przy Atlas Arenie
Następnie Ulice: Mickiewicza ⇒ Żeromskiego ⇒ Radwańska ⇒ Parkowa ⇒ Jana Pawła II ⇒ Bandurskiego ⇒ Krzemieniecka ⇒ Krakowska ⇒ Biegunowa ⇒ Srebrzyńska ⇒ Unii Lubelskiej ⇒ Bandurskiego ⇒ Mickiewicza ⇒ Gdańska ⇒ Rynek Manufaktury ⇒ Ogrodowa ⇒ Zachodnia ⇒ Legionów ⇒ Plac Wolności ⇒ Piotrkowska ⇒ Narutowicza ⇒ Polskiej Organizacji Wojskowej ⇒ Rodziny Poznańskich ⇒ Rodziny Sheiblerów ⇒ Rodziny Grohmanów ⇒ Wydawnicza ⇒ Piłsudskiego ⇒ Niciarniana ⇒ Małachowskiego ⇒ Solskiego ⇒ Narutowicza ⇒ Kopcińskiego ⇒ Wydawnicza ⇒ Rodziny Grohmanów ⇒ Rodziny Sheiblerów ⇒ Tuwima ⇒ Wodna ⇒ Nawrot ⇒ Kilińskiego ⇒ Tuwima ⇒ Piotrkowska ⇒ Piłsudskiego ⇒ Targowa ⇒ Tylna ⇒ Sienkiewicza ⇒ Brzeźna ⇒ Radwańska ⇒ Parkowa ⇒ Jana Pawła II ⇒ Bandurskiego ⇒ Krzemieniecka ⇒ Krakowska ⇒ Biegunowa ⇒ Srebrzyńska ⇒ Unii Lubelskiej ⇒ Konstantynowska ⇒ Krzemieniecka ⇒ Bandurskiego ⇒ Parking Atlas Areny
Meta: w Atlas Arenie, przy al. Bandurskiego

### 2022

#### Maraton[18]
Start: al. Bandurskiego, przy Atlas Arenie
Następnie Ulice: Mickiewicza ⇒ Żeromskiego ⇒ Radwańska ⇒ Parkowa ⇒ Jana Pawła II ⇒ Bandurskiego ⇒ Krzemieniecka ⇒ Krakowska ⇒ Biegunowa ⇒ Srebrzyńska ⇒ Unii Lubelskiej ⇒ Mickiewicza ⇒ Gdańska ⇒ Ogrodowa ⇒ Zachodnia ⇒ Próchnika ⇒ Piotrkowska ⇒ Narutowicza ⇒ Kilińskiego ⇒ Rodziny Poznańskich ⇒ Rodziny Scheiblerów ⇒ Tuwima ⇒ Rodziny Scheiblerów ⇒ Rodziny Grohmanów ⇒ Wydawnicza ⇒ Piłsudskiego ⇒ Niciarniana ⇒ Małachowskiego ⇒ Solskiego ⇒ Narutowicza ⇒ Kopcińskiego ⇒ Wydawnicza ⇒ Rodziny Grohmanów ⇒ Rodziny Kindermannów ⇒ Tuwima ⇒ Piotrkowska ⇒ Piłsudskiego ⇒ Przędzalniana ⇒ Tymienieckiego ⇒ Piotrkowska ⇒ Radwańska ⇒ Parkowa ⇒ Jana Pawła II ⇒ Bandurskiego ⇒ Krzemieniecka ⇒ Krakowska ⇒ Biegunowa ⇒ Srebrzyńska ⇒ Unii Lubelskiej ⇒ Konstantynowska ⇒ Krzemieniecka ⇒ Bandurskiego ⇒ Parking Atlas Areny
Meta: w Atlas Arenie, przy al. Bandurskiego

#### 10K Run (Bieg na 10km)[19]
Start: al. Bandurskiego, przy Atlas Arenie
Następnie Ulice: Mickiewicza ⇒ Gdańska ⇒ Ogrodowa ⇒ Zachodnia ⇒ Próchnika ⇒ Piotrkowska ⇒ Delano Roosevelta ⇒ Sienkiewicza ⇒ Piłsudskiego ⇒ Mickiewicza ⇒ Bandurskiego ⇒ Parking Atlas Areny
Meta: w Atlas Arenie, przy al. Bandurskiego

### 2023

#### Maraton[20]
Start: al. Bandurskiego, przy Atlas Arenie
Następnie Ulice: Mickiewicza ⇒ Żeromskiego ⇒ Radwańska ⇒ Parkowa ⇒ Bandurskiego ⇒ Maratońska ⇒ Popiełuszki ⇒ Wyszyńskiego ⇒ Bandurskiego ⇒ Krzemieniecka ⇒ Konstantynowska ⇒ Unii Lubelskiej ⇒ Bandurskiego ⇒ Mickiewicza ⇒ Tunel Trasy W-Z ⇒ Piłsudskiego ⇒ Kilińskiego ⇒ Tuwima ⇒ Wydawnicza ⇒ Kopcińskiego ⇒ Narutowicza ⇒ Solskiego ⇒ Małachowskiego ⇒ Niciarniana ⇒ Piłsudskiego ⇒ Wydawnicza ⇒ Rodziny Grohmanów ⇒ Rodziny Scheiblerów ⇒ Rodziny Poznańskich ⇒ Kilińskiego ⇒ Narutowicza ⇒ Wschodnia ⇒ Włókiennicza ⇒ Kilińskiego ⇒ Rewolucji 1905 roku ⇒ Piotrkowska ⇒ Mickiewicza ⇒ zawrót przy Żeromskiego ⇒ Mickiewicza ⇒ Piłsudskiego ⇒ Przędzalniana ⇒ Tymienieckiego ⇒ Sienkiewicza ⇒ Brzeźna ⇒ Radwańska ⇒ Parkowa ⇒ Jana Pawła II ⇒ Bandurskiego ⇒ zawrot przy Wileńskiej ⇒ Bandurskiego ⇒ Parking Atlas Areny
Meta: w Atlas Arenie, przy al. Bandurskiego

#### 10K Run (Bieg na 10km)[21]
Start: al. Bandurskiego, przy Atlas Arenie
Następnie Ulice: Mickiewicza ⇒ Tunel trasy W-Z ⇒ Piłsudskiego ⇒ Kilińskiego ⇒ Narutowicza ⇒ Wschodnia ⇒ Rewolucji 1905 roku ⇒ Piotrkowska ⇒ Mickiewicza ⇒ Bandurskiego ⇒ Parking Atlas Areny
Meta: w Atlas Arenie, przy al. Bandurskiego

### 2024

#### Maraton[22]
Start: al. Bandurskiego, przy Atlas Arenie
Następnie Ulice: Krzemieniecka ⇒ Biegunowa ⇒ Srebrzyńska ⇒ Unii Lubelskiej ⇒ Bandurskiego ⇒ Mickiewicza ⇒ Żeromskiego ⇒ Radwańska ⇒ Parkowa ⇒ Jana Pawła II ⇒ Maratońska ⇒ Popiełuszki ⇒ Wyszyńskiego ⇒ Bandurskiego ⇒ Krzemieniecka ⇒ Biegunowa ⇒ Srebrzyńska ⇒ Unii Lubelskiej ⇒ Mickiewicza ⇒ Piotrkowska ⇒ Rewolucji 1905 roku ⇒ Kilińskiego ⇒ Włókiennicza ⇒ Wschodnia ⇒ Narutowicza ⇒ Kilińskiego ⇒ Rodziny Poznańskich ⇒ Rodziny Scheiblerów ⇒ Rodziny Grohmanów ⇒ Wydawnicza ⇒ zawrót na rondzie Edelmana ⇒ Wydawnicza ⇒ Rodziny Grohmanów ⇒ Rodziny Scheiblerów ⇒ Tuwima ⇒ Kilińskiego ⇒ Piłsudskiego ⇒ Tunel Trasy W-Z ⇒ Mickiewicza ⇒ zawrót przy Żeromskiego ⇒ Mickiewicza ⇒ Piłsudskiego ⇒ Sienkiewicza ⇒ Tylna ⇒ Sienkiewicza ⇒ Tymienieckiego ⇒ Piotrkowska ⇒ Radwańska ⇒ Parkowa ⇒ Jana Pawła II ⇒ Bandurskiego ⇒ Parking Atlas Areny
Meta: w Atlas Arenie, przy al. Bandurskiego

#### 10K Run (Bieg na 10km)
Start: al. Bandurskiego, przy Atlas Arenie
Następnie Ulice: Mickiewicza ⇒ Piotrkowska ⇒ Rewolucji 1905 roku ⇒ Wschodnia ⇒ Narutowicza ⇒ Kilińskiego ⇒ Piłsudskiego zawrót przy ul Targowej ⇒ Piłsudskiego ⇒ Tunel Trasy W-Z ⇒ Mickiewicza ⇒ Bandurskiego
Meta: w Atlas Arenie, przy al. Bandurskiego

## Rezultaty maratonu
|                                    | Rok  | Data                                       | Ukończyli                                  | Zwycięzca                                  | Kraj                                       | Czas                                       | Zwyciężczyni                               | Kraj                                       | Czas                                       |
| ---------------------------------- | ---- | ------------------------------------------ | ------------------------------------------ | ------------------------------------------ | ------------------------------------------ | ------------------------------------------ | ------------------------------------------ | ------------------------------------------ | ------------------------------------------ |
| 1.                                 | 2004 | 23 maja                                    | 323                                        | Jarosław Janicki                           | Polska                                     | 2:25:51                                    | Mariola Młynarska                          | Polska                                     | 3:30:22                                    |
| 2.                                 | 2005 | 29 maja                                    | 178                                        | Waldemar Zajęga                            | Polska                                     | 2:56:56                                    | Sylwia Badowska                            | Polska                                     | 3:32:18                                    |
| 3.                                 | 2006 | 14 maja                                    | 265                                        | Valeriy Dekanenko                          | Ukraina                                    | 2:23:39                                    | Ewa Fliegert                               | Polska                                     | 2:53:43                                    |
| 4.                                 | 2007 | 13 maja                                    | 214                                        | Artur Osman                                | Polska                                     | 2:20:31                                    | Julia Soroka                               | Ukraina                                    | 3:07:24                                    |
| 5.                                 | 2008 | 18 maja                                    | 436                                        | Richard Rotich                             | Kenia                                      | 2:21:14                                    | Arleta Meloch                              | Polska                                     | 2:47:24                                    |
| 6.                                 | 2009 | 17 maja                                    | 516                                        | Marcin Fehlau                              | Polska                                     | 2:18:10                                    | Arleta Meloch                              | Polska                                     | 2:40:52                                    |
| w 2010 roku impreza się nie odbyła |      |                                            |                                            |                                            |                                            |                                            |                                            |                                            |                                            |
| 1.                                 | 2011 | 5 czerwca                                  | 494                                        | Sammy Limo                                 | Kenia                                      | 2:16:39                                    | Maryna Damantsevich                        | Białoruś                                   | 2:42:20                                    |
| 2.                                 | 2012 | 15 kwietnia                                | 1010                                       | Tola Bane                                  | Etiopia                                    | 2:11:29                                    | Agnieszka Gortel-Maciuk                    | Polska                                     | 2:36:02                                    |
| 3.                                 | 2013 | 14 kwietnia                                | 1016                                       | Belachew Ameta                             | Etiopia                                    | 2:10:02                                    | Karolina Jarzyńska                         | Polska                                     | 2:26:45                                    |
| 4.                                 | 2014 | 13 kwietnia                                | 1638                                       | Yared Shegumo                              | Polska                                     | 2:10:41                                    | Karolina Jarzyńska                         | Polska                                     | 2:28:12                                    |
| 5.                                 | 2015 | 19 kwietnia                                | 1169                                       | Albert Kiplagat Matebor                    | Kenia                                      | 2:11:49                                    | Monika Drybulska-Stefanowicz               | Polska                                     | 2:29:28                                    |
| 6.                                 | 2016 | 17 kwietnia                                | 1707                                       | Abraraw Misganaw Tegegne                   | Etiopia                                    | 2:13:24                                    | Racheal Jemutai Mutgaa                     | Kenia                                      | 2:31:41                                    |
| 7.                                 | 2017 | 23 kwietnia                                | 1281                                       | Samson Barmao                              | Kenia                                      | 2:14:19                                    | Kenza Dahmani                              | Algieria                                   | 2:33:21                                    |
| 8.                                 | 2018 | 15 kwietnia                                | 881                                        | Tarekegn Zewdu                             | Etiopia                                    | 2:19:41                                    | Jane Kiptoo                                | Kenia                                      | 2:43:08                                    |
| 9.                                 | 2019 | 7 kwietnia                                 | 1447                                       | Getaye Gelawa                              | Etiopia                                    | 2:14:39                                    | Dominika Stelmach                          | Polska                                     | 2:39:11                                    |
| -                                  | 2020 | Zawody odwołane z powodu pandemii COVID-19 | Zawody odwołane z powodu pandemii COVID-19 | Zawody odwołane z powodu pandemii COVID-19 | Zawody odwołane z powodu pandemii COVID-19 | Zawody odwołane z powodu pandemii COVID-19 | Zawody odwołane z powodu pandemii COVID-19 | Zawody odwołane z powodu pandemii COVID-19 | Zawody odwołane z powodu pandemii COVID-19 |
| -                                  | 2021 | Zawody odwołane z powodu pandemii COVID-19 | Zawody odwołane z powodu pandemii COVID-19 | Zawody odwołane z powodu pandemii COVID-19 | Zawody odwołane z powodu pandemii COVID-19 | Zawody odwołane z powodu pandemii COVID-19 | Zawody odwołane z powodu pandemii COVID-19 | Zawody odwołane z powodu pandemii COVID-19 | Zawody odwołane z powodu pandemii COVID-19 |
| 10.                                | 2022 | 24 kwietnia                                | 1993                                       | Andrzej Rogiewicz                          | Polska                                     | 2:20:01                                    | Remalda Kergyte                            | Litwa                                      | 2:40:21                                    |
| 11.                                | 2023 | 16 kwietnia                                | 1526                                       | Joseph Munywoki                            | Kenia                                      | 2:12:50                                    | Emilia Mazek                               | Polska                                     | 2:32:03                                    |
| 12.                                | 2024 | 28 kwietnia                                | 1833                                       | Adam Nowicki                               | Polska                                     | 2:14:18                                    | Aleksandra Brzeźińska                      | Polska                                     | 2:34:25                                    |